# Szew epistomalny

Przód głowy owada ze szwem epistomalnym podpisanym jako fronto-clypeal suture

Szew epistomalny, szew czołowo-nadustkowy, szew czołowonadustkowy (łac. sulcus epistomalis, sutura epistomalis, sulcus frontoclypealis, sutura frontoclypealis) – szew obecny na głowie owadów.
Szew epistomalny to poprzeczny szew rzekomy puszki głowowej położony w dolnej części twarzy i rozdzielający czoło od nadustka. Boczne końce tego szwu łączą się z przednimi końcami szwów podpoliczkowych. Po wewnętrznej stronie szwowi epistomalnemu odpowiada listewka epistomal ridge. U owadów uskrzydlonych boczne końce szwu wyznaczają przednie jamki tentorialne odpowiadające miejscom, w których z listewki epistomalnej wyrastają przednie ramiona tentorium.